# 1392
Пізнє Середньовіччя •  Відродження •  Реконкіста •  Ганза •  Столітня війна •  Велика схизма •  Монгольська імперія

## Геополітична ситуація
Державу османських турків очолює султан Баязид I (до 1402). Імператором Візантії є Мануїл II Палеолог (до 1398). Вацлав IV є королем Богемії та Німеччини. У Франції править Карл VI Божевільний (до 1422).
Апеннінський півострів розділений: північ належить Священній Римській імперії, середню частину займає Папська область, південь належить Неаполітанському королівству. Деякі міста півночі: Венеція, Піза, Генуя тощо, мають статус міст-республік. Триває боротьба гвельфів та гібелінів.
Майже весь Піренейський півострів займають християнські Кастилія і Леон, де править Енріке III (до 1406), Арагонське королівство, де править Хуан I Арагонський, та Португалія, де королює Жуан I Великий (до 1433). Під владою маврів залишилися тільки землі на самому півдні.
Річард II править в Англії (до 1400). У Норвегії, Данії та Швеції владу утримує Маргарита I Данська. В Угорщині правлять Сигізмунд I Люксембург та Марія Угорська (до 1395). Королем польсько-литовської держави є Владислав II Ягайло (до 1434). У Великому князівстві Литовському княжить Вітовт.
Частина руських земель перебуває під владою Золотої Орди. Галичина входить до складу Польщі. Волинь належить Великому князівству Литовському.
У Києві княжить Володимир Ольгердович (до 1394). Московське князівство очолює Василь I.
Монгольська імперія займає більшу частину Азії, але вона розділена на окремі улуси. На заході євразійських степів править Золота Орда. У Семиріччі та Ірані владу утримує емір Тамерлан.
У Єгипті панують мамлюки, а Мариніди у Магрибі. У Китаї править династії Мін. Делійський султанат є наймогутнішою державою Індії. В Японії триває період Муроматі.
Цивілізація майя переживає посткласичний період. У долині Мехіко склалася цивілізація ацтеків. Почала зароджуватися цивілізація інків.

## Події
- 5 серпня укладено Острівську угоду між Польщею та Литвою, яка відновила політичну незалежність Великого князівства Литовського на чолі з Вітовтом як васала польсько-литовського короля Ягайла.
  - Війна за галицько-волинську спадщину завершилася. Галицько-Волинське князівство остаточно припинило своє існування. Галичина з Белзькою землею і Холмщиною відійшла до Польщі, Волинь до Литви.
- Московський князь Василь I купив у Золотої Орди Нижній Новгород.
- У французького короля Карла VI стався перший приступ божевілля. Він убив чотирьох людей, пробував вбити свого брата Людовика Орлеанського, потім утік. Над королем встановлено опіку. Регентом стала його дружина Ізабо Баварська, але фактично наймогутнішою людиною в королівстві стає герцог Бургундії Філіп II Сміливий.
- Флоренція та Мілан уклали між собою мир.
- Турки захопили Скоп'є.
- Зникла держава Корьо. У Кореї встановилася династія Чосон.
  - Заснована Палата цензорів Кореї.
- В Японії завершився період Намбокутьо, час існування двох імператорських династій і розколу країни.